# Vulvitis
Als Vulvitis (Vulvaentzündung, Entzündung der weiblichen Schamteile) wird eine Entzündung des äußeren weiblichen Genitalbereiches und des Scheideneingangs bezeichnet.

## Ursachen
Eine Vulvitis kann isoliert die Vulva betreffen (primäre oder exogene Vulvitis, auch: primäre akute Vulvitis) oder als Folge einer Allgemein- oder Hauterkrankung oder als absteigendes Geschehen bei einer Kolpitis (sekundäre Vulvitis, auch: fortgeleitete oder endogene Vulvitis) auftreten.
Das häufige gemeinsame Auftreten von Scheiden- und Vulvaentzündung wird als Vulvovaginitis bezeichnet.
Eine Reihe endogener Faktoren begünstigt eine Vulvitis, beispielsweise ein Östrogenmangel, eine Vulvadystrophie, die Neigung zu Ekzemen, ein Diabetes mellitus und Juckreiz auslösende Erkrankungen.
Darüber hinaus können äußere Faktoren wie Madenwurmbefall, andere Parasiten (Filzläuse, Oxyuren), mechanische Reize durch Vorlagen, Wäsche, Aufscheuern oder Kratzen, chemische Reize durch Intimpflegemittel sowie mangelhafte oder übertriebene Hygiene eine Vulvitis begünstigen. Bei mangelhafter Hygiene werden Schweiß, Urin und Stuhlreste als Ursachen genannt. Zu den mechanischen Irritationen werden enge Kleidung, gehäufte Kohabitationen sowie Onanie gezählt. Waschmittel, Textilien, Sprays und Desinfektionsmittel können einen allergische Vulvitis verursachen.
Früher musste man auch noch an Autoinfektionen durch Verschleppung bei Pockenschutzimpfungen denken.

## Formen
Es werden mehrere Formen unterschieden:
- Vulvitis chronica plasmacellularis (nach Ch. Garnier, französischer Chirurg, 1954)
- Vulvitis circumscripta chronica plasmacellularis (nach Johannes Jacobus Zoon, holländischer Hautarzt im 20. Jahrhundert; auch: Vestibulitis plasmacellularis, Vulvitis chronica plasmacellularis, Vulvitis plasmacellularis, Vulvitis circumscripta chronica benigna plasmacellularis, Vulvitis chronica circumscripta plasmacellularis)
- Vulvitis diabetica
- leukoplakische Vulvitis
- Vulvitir pruriginosa secundaria ferropriva (bei Eisenmangelzuständen)
- Vulvitis pellagrosa
- Vulvitis simplex
- Vulvitis purulenta
- Vulvitis gangraenosa
- Vulvitis candidomycetica (auch: Vulvitis candidamycetica, Krankheitserreger: Candida albicans; Vulvovaginalcandidose[10])
- Vulvitis erosiva circinata
- Vulvitis granulomatosa (bei Morbus Crohn)
- allergische Vulvitis
- Vulvitis erysipelatosa acuta[11]

## Symptome
Typische Symptome sind die fünf bekannten Entzündungszeichen: Rötung, Schwellung, Überwärmung, brennende Schmerzen und Funktionseinschränkung; außerdem Juckreiz und vermehrter Ausfluss. Die Leistenlymphknoten können angeschwollen sein. Zum Teil können Sekundäreffloreszenzen, bei Herpesinfektion können Bläschen oder Erosionen auftreten.

## Differenzialdiagnose
Diffenzialdignostisch müssen ein psychogener Pruritus, ein beginnendes Vulvakarzinom sowie andere dermatologische Affektionen mit Vulvabeteiligung ausgeschlossen werden.

## Therapie
Die Behandlung richtet sich nach der Ursache. Bei einer Reizvulvitis sind lokale Behandlungen in Form von Sitzbädern mit Kamille ausreichend, bei trockener Vulvitis kann auch Puder eingesetzt werden, kurzzeitig kann auch Kortison als Salbe oder Spray angewendet werden. Eine bakterielle Vulvitis wird mit einem Antibiotikum, Pilzinfektionen mit einem Antimykotikum, Trichomonaden mit Nitroimidazolen behandelt. Eventuell zugrunde liegende Grundkrankheiten müssen beseitigt, begünstigende äußere Faktoren abgestellt werden.

## Geschichte
Früher wurde die lateinisch-altgriechische Wortbildung Vulvitis als sprachliches Hybrid kritisiert: „Besser wäre Aidoiitis, τὰ αἷδοῖα = Schamteile.“ Schon in der ersten Auflage des Klinischen Wörterbuchs definierte Otto Dornblüth 1894 die Vulvitis einfach als Entzündung der Schamteile.
„Vulvitis, Entzündung des Scheideneinganges: Eine Reihe von schädlichen Einflüssen, wie: Masturbation, Unreinlichkeit, fremde Körper etc. bedingen einen idiopathischen Vulvacatarrh.“ Auch Gustav-Adolf von Harnack empfahl, bei einer Vulvitis nach lokalen Reizursachen zu fahnden; dabei zählte er die Onanie zu den pathologischen Gewohnheiten.